# Rawa Jaya (Tabir Selatan)
Rawa Jaya is een bestuurslaag in het regentschap Merangin van de provincie Jambi, Indonesië. Rawa Jaya telt 3482 inwoners (volkstelling 2010).